# Tasmansk sydbok
Tasmansk sydbok (Nothofagus cunninghamii) är en tvåhjärtbladig växtart som först beskrevs av William Jackson Hooker, och fick sitt nu gällande namn av Oerst. Den ingår i släktet Nothofagus och familjen Nothofagaceae. Inga underarter finns listade i Catalogue of Life.